# Burmargiolestes
Burmargiolestes är ett släkte av trollsländor. Burmargiolestes ingår i familjen Megapodagrionidae.
Kladogram enligt Catalogue of Life:
| Burmargiolestes | \| \| Burmargiolestes laidlawi \| \| \| \| \| \| Burmargiolestes melanothorax \| \| \| \| \| \| Burmargiolestes xinglongensis \| \| \| \| |
|                 | \| \| Burmargiolestes laidlawi \| \| \| \| \| \| Burmargiolestes melanothorax \| \| \| \| \| \| Burmargiolestes xinglongensis \| \| \| \| |
|                 | Burmargiolestes laidlawi |
|                 | |
|                 | Burmargiolestes melanothorax |
|                 | |
|                 | Burmargiolestes xinglongensis |
|                 | |